# Galina Vishnévskaya
Galina Pávlovna Vishnévskaya (Гали́на Па́вловна Вишне́вская) (Leningrado; 25 de octubre de 1926 - Moscú; 11 de diciembre de 2012) fue una soprano y actriz soviético-rusa a menudo llamada La Maria Callas rusa. Esposa del chelista Mstislav Rostropóvich.

## Vida y carrera
Galina nació en Leningrado (hoy San Petersburgo) en 1926. Tuvo una infancia difícil, marcada por la extrema pobreza y la orfandad, castigada por la Segunda Guerra Mundial y el sitio de Leningrado.
Su debut escénico tuvo lugar en 1944 cantando opereta. Después de un año de estudios con la profesora Vera Nikoláyeva, ganó un concurso de canto organizado por el Teatro Bolshói con las canciones "Oh, no te lamentes", de Rajmáninov y el aria de Verdi "O patria mía", de "Aída". 

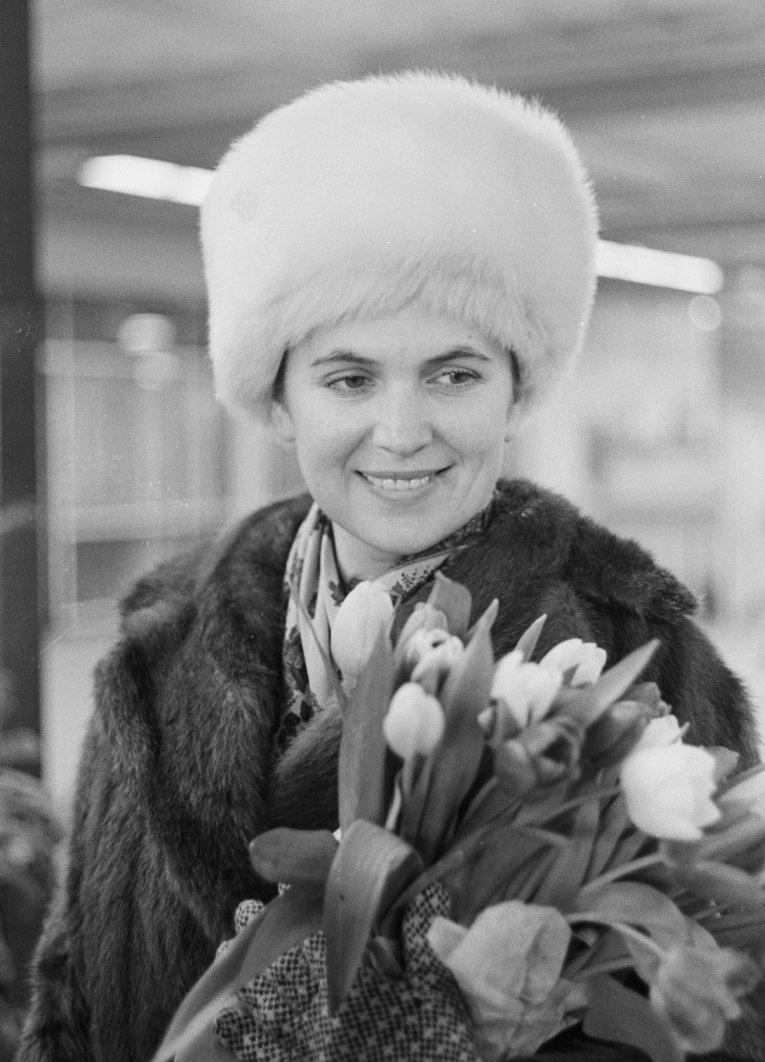
Galina Vishnévskaya en 1963.

En 1952, entró a formar parte del Teatro Bolshói, en Moscú, donde se transformó en la diva rusa por excelencia de las décadas del 50 y 60. Su voz con típico timbre eslavo y su belleza física se unían a temperamentales condiciones histriónicas.
En 1966, filmó la película Katerina Izmáilova (la versión censurada por Stalin de la ópera Lady Macbeth de Mtsensk de Shostakóvich) y anteriormente prestó su voz a la actriz en el film Eugenio Oneguin, la más famosa ópera rusa.
En 1961, Vishnévskaya hizo su debut operístico en la Metropolitan Opera House de Nueva York cantando precisamente Aída. El año siguiente, debutó en la Royal Opera House con el mismo rol. En 1964, debutó en La Scala como la esclava Liù en la ópera Turandot de Puccini con Birgit Nilsson (Turandot) y Franco Corelli (Calaf) en los roles protagonistas. Fue Marina de Borís Godunov dirigida por Herbert von Karajan en el Festival de Salzburgo.
Vishnévskaya fue una legendaria intérprete de Lisa (La dama de picas) y Tatyana (Eugenio Oneguin), las dos óperas más conocidas de Chaikovski, de las que dejó filmaciones y grabaciones completas. Además de los roles habituales de la ópera rusa, Vishnévskaya interpretó a Violeta, Tosca, Cio-Cio-San, Leonora (Fidelio) y Cherubino.

## Rostropóvich y el exilio
Vishnévskaya se casó en 1955 con el violonchelista Mstislav Rostropóvich con quien tuvo dos hijas, Olga y Helena. Juntos ofrecieron recitales de forma regular, con él al piano. Ambos eran íntimos amigos de Dmitri Shostakóvich; tras la muerte de éste y la posterior salida del matrimonio de la URSS, realizaron una electrizante grabación de la ópera Lady Macbeth de Mtsensk.

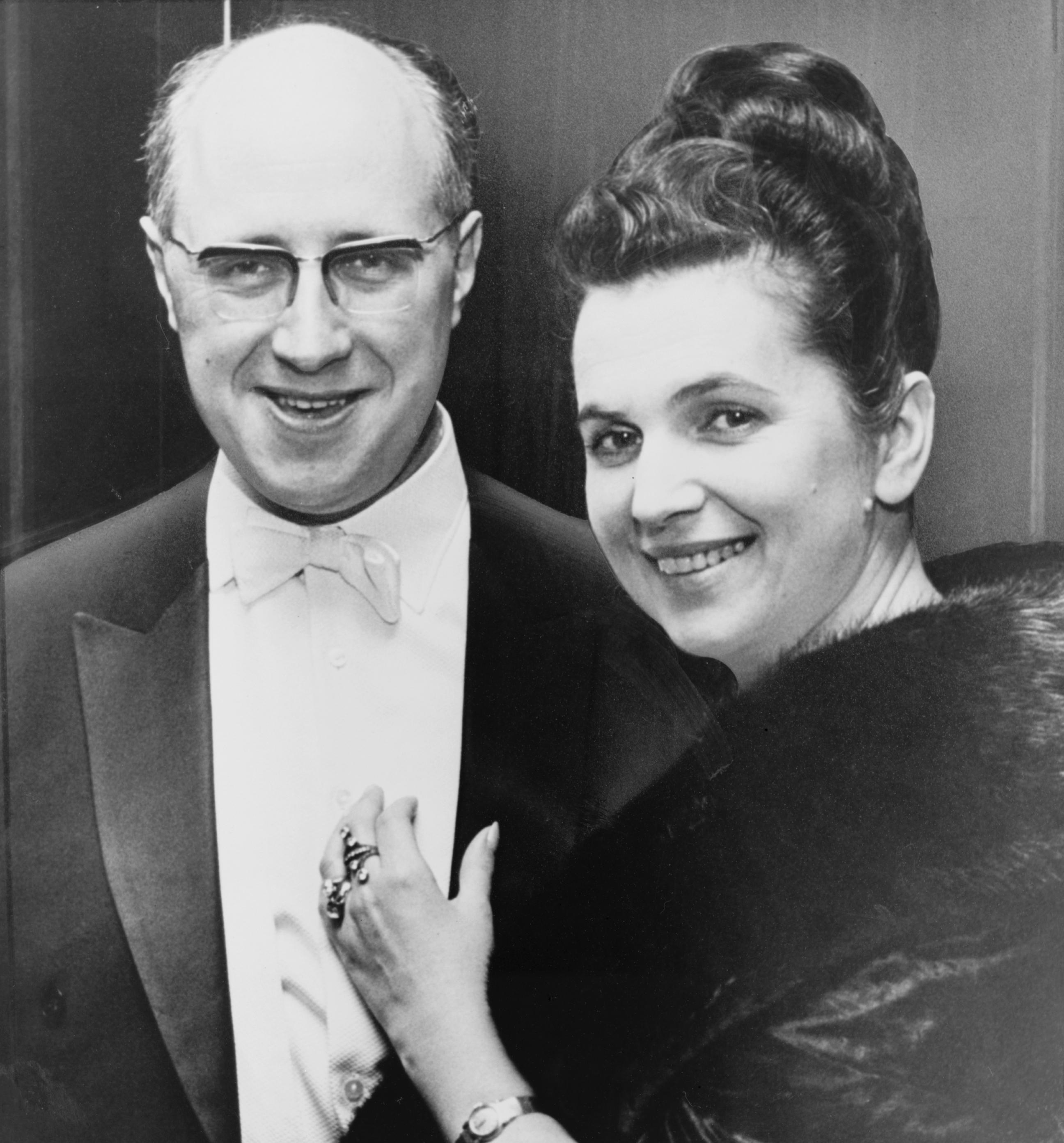
Galina Vishnévskaya y Mstislav Rostropóvich.

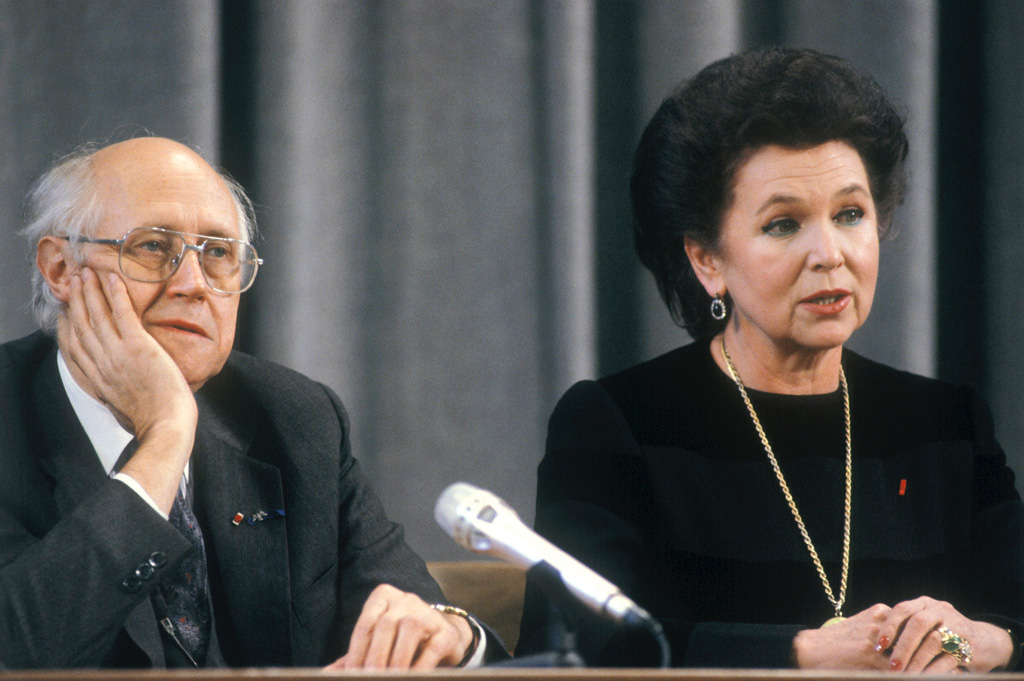
Galina Vishnévskaya y Mstislav Rostropóvich durante una conferencia en la Unión Soviética, en 1990.

Vishnévskaya y Rostropóvich integraron la élite de artistas a los que se les permitía salir de Rusia por su relevancia internacional, pero cuando Benjamin Britten compuso el Réquiem de Guerra para unir a los países después de la Segunda Guerra Mundial, el gobierno no le permitió actuar (posteriormente realizó una grabación dirigida por el compositor con el tenor Peter Pears y el barítono Dietrich Fischer-Dieskau).
Britten, Shostakóvich y Prokófiev compusieron especialmente para su voz y fue una intérprete magnífica del rol de Natasha de la ópera Guerra y paz de este último. Vishnévskaya fue una incansable difusora de las canciones de los clásicos rusos como Mijaíl Glinka, Rajmáninov, Músorgski, Chaikovski, César Cui, Balákirev, Rimski-Kórsakov, Aleksandr Dargomyzhski, Prokófiev y Shostakóvich.
En 1974 tuvieron que exiliarse de la Unión Soviética por alojar en su dacha y defender públicamente al escritor disidente Aleksandr Solzhenitsyn y se les retiró la nacionalidad rusa. Las filmaciones de ópera de la cantante fueron borradas, quedando un fragmento de la ópera Aída solamente (1).
El matrimonio se estableció temporalmente en los Estados Unidos. En 1987, Vishnévskaya dirigió la ópera La novia del zar, de Rimski-Kórsakov en Washington D. C. En 1990, tras la perestroika, recuperaron la nacionalidad.

## Actriz, directora y escritora
En 1984, Vishnévskaya publicó un fascinante libro de memorias Galina: A Russian Story (Galina, un relato ruso), siendo su versión en español publicada por Javier Vergara Editor en 1985.
En 2002, Vishnévskaya abrió las puertas de su propio teatro en Moscú, el «Galina Vishnévskaya Opera Center». 
El 27 de abril de 2007, falleció en Moscú su marido Mstislav Rostropóvich.
En 2005, el cineasta Aleksandr Sokúrov (El arca rusa) dirigió un documental sobre su vida, invitándola a participar como actriz protagónica en la película Aleksandra, la cual tuvo notable acogida ante el público y la crítica.
En 2007, se subastó la extraordinaria colección de arte (más de 400 piezas incluyendo importantes pinturas) de la pareja en Londres, fue comprada por el multimillonario ruso Alisher Usmánov a fin de mantenerla reunida. Las obras se exhiben ahora en museos de Moscú y San Petersburgo.